# Selles, Eure
 Selles  là một xã thuộc tỉnh Eure trong vùng Normandie miền bắc nước Pháp.